# Sedliště nad Úslavou
Sedliště (deutsch Sedlischt) ist eine Gemeinde mit 119 Einwohnern in Tschechien. Sie liegt sechs Kilometer nordöstlich von Nepomuk am Čížkovský potok und gehört zum Okres Plzeň-jih. Die Katasterfläche beträgt 732 Hektar.

## Geographie
Sedliště befindet sich in 446 m ü. M. in einem rechten Seitental der Úslava. Nachbarorte sind Přešín im Nordosten, Smetalky und Zahrádka im Osten, Čečovice im Südosten, Vrčeň, im Südwesten sowie Srby im Westen.

## Geschichte
Die erste urkundliche Erwähnung von Sedliště stammt aus dem Jahre 1552. Der Ort ist jedoch älter und wahrscheinlich eine Gründung des in den Hussitenkriegen verwüsteten Zisterzienserklosters unterm Grünberg. Besitzer waren u. a. die Sternberger, von denen Wilhelm von Sternberg, der 1561 Grundherr wurde, und der ihm 1584 nachfolgende Jiřík von Sternberg erwähnenswert sind.
1920 hatte das Dorf 387 Einwohner. In den 1920er-Jahren entstand die Dorfschule. Sie ist das größte Gebäude des Ortes und dient heute als Gemeindeamt. Am südlichen Ortsrand besteht ein Badeteich.

## Gemeindegliederung
Für Sedliště sind keine Ortsteile ausgewiesen.

## Sehenswürdigkeiten
- Kapelle am Dorfplatz, in der zweien Hälfte des 19. Jahrhunderts erbaut
- Schrotholzspeicher am Dorfplatz
- Denkmal für die Opfer des Ersten Weltkrieges